# Lispocephala hardyi
Lispocephala hardyi är en tvåvingeart som beskrevs av Adrian C. Pont 2001. Lispocephala hardyi ingår i släktet Lispocephala och familjen husflugor. Inga underarter finns listade i Catalogue of Life.